# Schachtenburg
Die Schachtenburg ist eine Burg in der Stadt Schlitz im Vogelsbergkreis in Hessen und gehört zu den fünf Schlitzer Burgen: Das sind, neben der Vorderburg, die Hinterburg mit Hinterturm und der Ottoburg, die alle eingebunden in die Stadtmauer die mittelalterliche Stadtbefestigung bildeten, zusammen mit der Schachtenburg und dem etwas außerhalb gelegenen Schloss Hallenburg.
Mit der abgegangenen Burg Niederschlitz und der Ruine der Seeburg befinden sich gleich sieben Burgen in und im Umkreis der Stadt Schlitz.

## Beschreibung

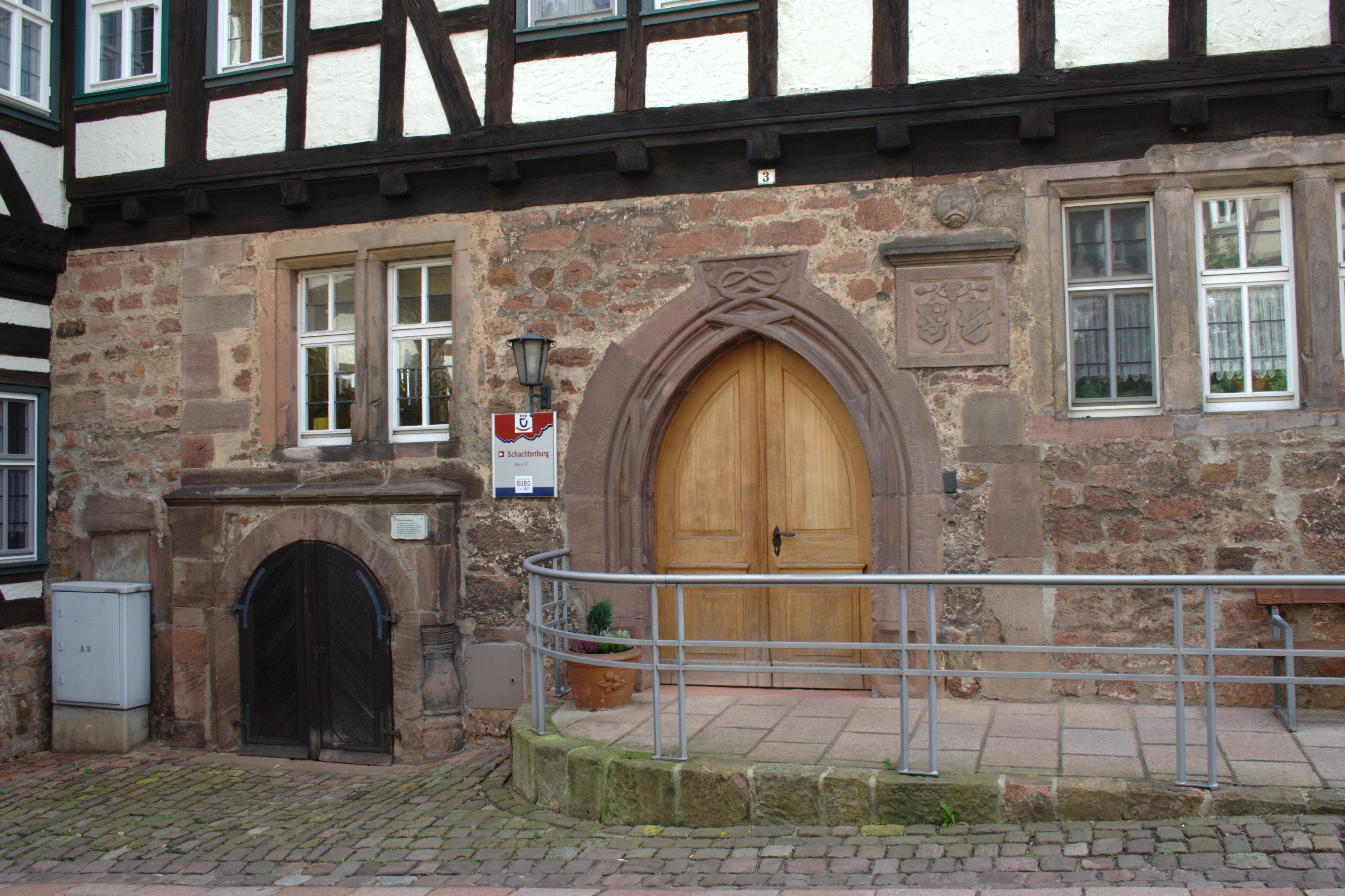
Das Eingangsportal der Burg

1557 wurde die Schachtenburg von Elisabeth von Schachten, Witwe des hessischen Kriegsrates Wilhelm von Schachten und Tochter des Junkers Werner von Schlitz, erbaut. Das Südhaus mit Sandsteinstockwerk und das in der ersten Hälfte des 17. Jahrhunderts erbaute Nordhaus gehörten nicht zur mittelalterlichen Stadtbefestigung. Bis 1894 befand sich der Sitz des Großherzoglich Hessischen Amtsgerichts in der Schachtenburg, danach wurde sie als Wohngebäude und später als Altersheim genutzt. 2016 wurde das historische Gebäude als Hotel Garni „Hotel & Café Schachtenburg“ umgebaut. Jedes einzelne Zimmer ist einzigartig und das Historische wurde erhalten.
Das Burgportal zeigt spätgotische Elemente mit Renaissance-Ornamentik und geheimnisvollen Symbolen, eingefasst von Stäben, die zu einer Brezel ineinander verschlungen sind, was im Brauchtum des Schlitzerlandes eine große Rolle spielt. Zeichen für Liebe, Ehe, Geburt finden sich am Sockel. Rechts neben der Tür trägt ein quadratisches Sandsteinrelief das Wappen derer von Schlitz und derer von Schachten mit einer Spottmaske (Breilecker) darüber, vermutlich von einem alten Stadttor.

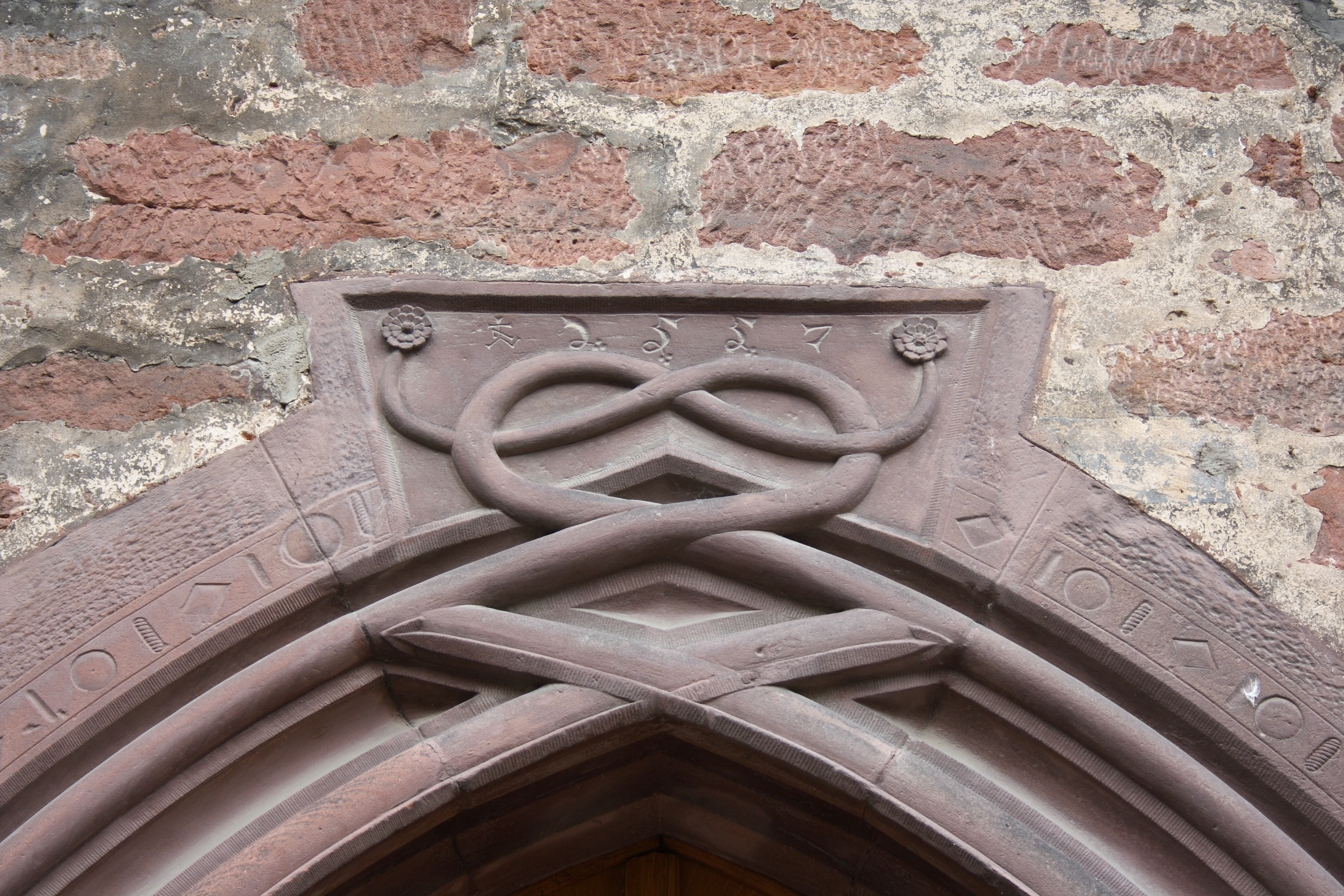
Der Portalstein mit Brezel und Jahreszahl 1557
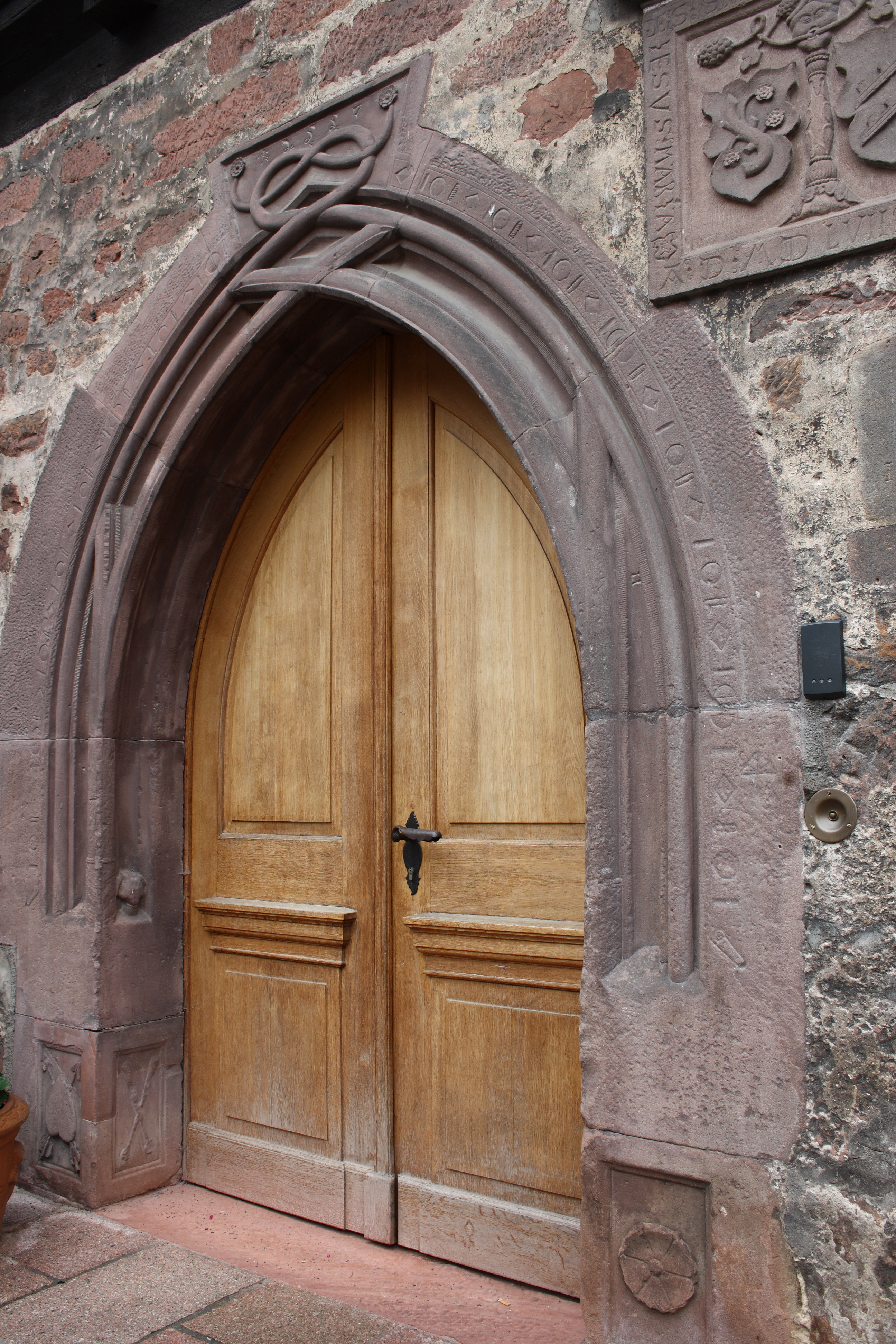
Das Eingangsportal
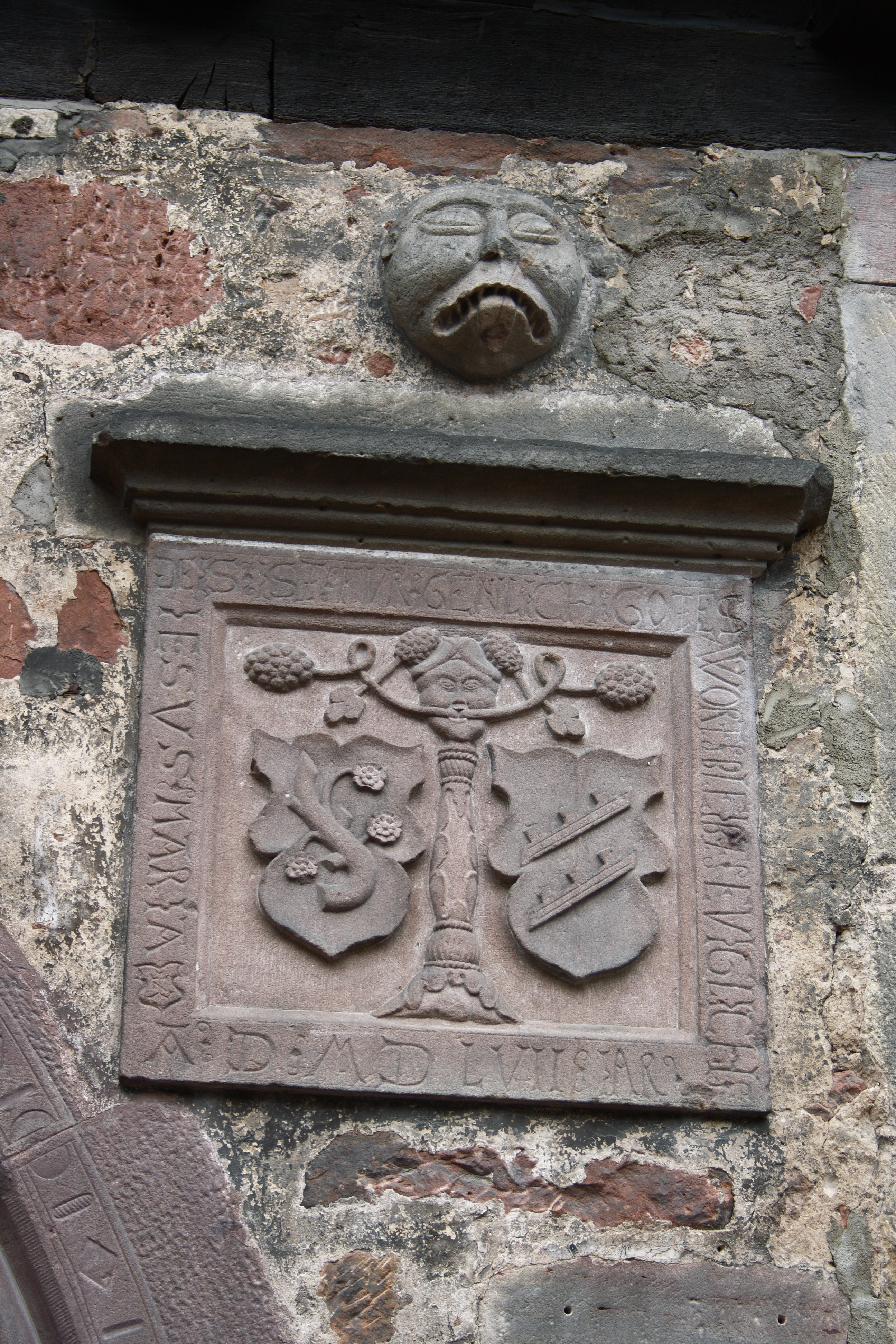
Das Doppelwappen und der Neidkopf